# Renaissance (김종국의 음반)
Renaissance는 김종국 1집으로 알려져 있는 김종국의 정규 음반이다. 이 음반의 타이틀곡은 남자니까이다. 2001년 12월 12일 발매되었다.

## 수록곡
1. Prologue
2. Sad Story
3. Angel
4. 남자니까
5. 행복하길
6. 사랑했었다
7. Disco
8. 여인의 향기
9. Love Story
10. Thriller
11. Night
12. 1434
13. One
14. My Way
15. 친구에게서 연인으로

## 같이 보기
- 김종국
- 김종국의 네번째 편지
- 행복병